# صنایع توپی
صنایع توپی (انگلیسی: Topy Industries) شرکت خودروسازی ژاپنی است، که در سال ۱۹۲۱ تأسیس شد.